# Divlje jagode
Divlje jagode su bosanskohercegovački hard rock i heavy metal sastav koji je 1977. godine osnovan u Zagrebu. Bili su popularan sastav na području SFR Jugoslavije i smatraju se začetnicima heavy metala u Jugoistočnoj Europi. U svibnju 1977. godine, Sead Lipovača zajedno s Antom Jankovićem, Nihadom Jusufhodžićem, Mustafom Ismailovskim i Adonisom Dokuzovićem kojega je poznavao još iz Novih akorda, osniva Divlje jagode. Tijekom godina njihovoga glazbenog rada, objavili su nekoliko singlova i dvanaest studijskih albuma, a 2006. godine izdaju box set na kojemu se nalazi deset albuma i jedan singl.

## Životopis sastava

### Zenit
Sead Lipovača (rođen u Bihaću 31. kolovoza 1955.g.), nakon što je završio srednju školu u Bihaću, dolazi studirati vanjsku trgovinu u Zagreb. Njegovi glazbeni idoli bili su mu hard rock sastavi poput The Whoa, Deep Purplea, Led Zeppelina, Black Sabbatha i drugih. I sam je želio imati svoj sastav, a prvi glazbeni početci vežu ga uz sastav Poldrugac Vjekoslava Wossha. 'Novi akordi' s kojim 1975. snima single. Kasnije još svira sa sastavima 'Biseri' i 'Selekcija', da bi 1976. godine osnovao skupinu 'Zenit'. Tadašnju postavu sastava čine glazbenici Sead Lipovača (prva gitara), Ante Toni Janković (vokal), Nihad Jusufhodžić (bas-gitara) i Dario Orioli te kasnije Adonis Dokuzović (bubnjevi). U tadašnje vrijeme 'Zenit' svira po raznim rock festivalima, Snimka im se nalazi na kompilacijskom albumu s Jugoslavenskog Rock-Pop festival 1974. a početkom 1977. godine donose odluku o promjeni imena.

### Divlje jagode
U svibnju 1977. godine nakon dugog razmišljanja, donose odluku da promjene ime u 'Divlje jagode'. Iste godine u jesen snimaju svoj prvi singl, za tada vodeću diskografsku kuću u zemlji 'Jugoton', na kojemu se nalaze dvije skladbe, balada "Jedina moja" (koja je ostvarila veliki uspjeh) i "Rock 'n' Roll". Tekst za skladbu "Jedina moja", piše Ante Janković, a glazbu Sead Lipovača. Drugi singl objavljuju početkom 1978. godine na kojemu se nalazi obrada stare bosanske sevdalinke "Moj dilbere" i na B strani emotivna balada "Prijatelj". Iste godine izlazi njihov treći singl s kojim dobivaju priličnu popularnost kod publike i veliki broj svojih obožavatelja. Na singlu se nalaze skladbe, "Patkica" i "Kad bi vi, gospođo". Nakon izlaska singla, 'Jagode' odlaze na mini turneju po Bihaću i okolici. Krajem godine odlaze u studio kako bi snimili svoj prvi album. Album Divlje jagode izlazi 1979. godine, a objavljuje ga diskografska kuća Jugoton. Materijal na albumu sastoji se od devet skladbi, a između ostalog tu su već poznate balade "Krivo je more" i nova verzija skladbe "Jedina moja". Većina ostalih skladbi je na temu hard rocka i na tragu sastava Deep Purplea i Black Sabbatha. Tekstove je napisao Ante Janković, glazbu Sead Lipovača, dok je produkciju radio Vladimir Delač. Nakon što je album bio objavljen, sastav je neko vrijeme pauzirao jer je dio članova otišao na odsluženje vojnog roka.
U to vrijeme napustio ih je Mustafa Ismailovski koji se pridružuje pop sastavu Srebrna krila. Sead Lipovača ostvaruje suradnju s Marinom Tucaković koja mu piše tekstove za singlove "Hoćeš li me voljet sutra" i "Nemam ništa protiv / Bit će bolje".

### 1980-e
Početkom 1980-ih 'Divlje jagode' su ponovno aktivne, a na koncertima prije njih nastupa skupina 'BAG' iz Bihaća. Sead Lipovača zapaža njihovog basistu Aliju Alena Islamovića i poziva ga da se pridruži 'jagodama'. Međutim nastaju problemi kada mu Lipovača iznosi svoje planove o odlasku čitavog sastava u Sarajevo, ipak Islamović je uspio riješiti problem s roditeljima i odlazi stvarati svoju glazbenu karijeru s 'Divljim jagodama'.
Nakon što su objavili prvi album Divlje jagode, dolazi do nerazumijevanja od strane izdavača Jugotona i nezadovoljan s promidžbom albuma, Lipovača seli u Sarajevo gdje će potpisati ugovor s diskografskom kućom 'Diskoton'. Početkom 1981. godine, 'Divlje jagode' su u postavi Sead Lipovača (gitara), Ante Janković (vokal), Alen Islamović (bas-gitara) i Nasko Budimlić (bubnjevi, kojeg je Islamović doveo iz sastava 'BAG').
Početkom 1981. godine odlaze u Beograd i u studiju 'Druga maca' snimaju svoj drugi album Stakleni hotel na kojemu se u potpunosti nalazi heavy metal zvuk. Album najavljuje skladba "Autostop", koja je bila vrlo popularna (kako zbog glazbe tako i zbog teksta) i u to vrijeme se puštala na svima televizijskim postajama. Album izlazi sredinom 1981. godine, a objavljuje ga diskografska kuća 'Diskoton' iz Sarajeva. Producenti na materijalu bili su Lipovača i Enco Lesić, dok su tekstove napisali Goran Petranović (vokal u sastavu 'Elvis J. Kurtovic'), Marina Tucaković i Alen Islamović. Uvodna tema na albumu bila je skladba "Autostop", koju je napisao Petranović, a pjesma "Kako si topla i mila" postala je najveći hit s tog albuma. Balade "Dodirni me, skloni bol" i "Potraži put" također su postigle veliki uspjeh. Kako su se vodili heavy metal stilom, shodno tome Lipovača je na koncertima preuzeo ponašanje Angusa Younga iz AC/DC-a, pa se pojavljivao u kratkim hlačicama i izvodio je razne skokove i trčkaranja po sceni. Tijekom 1981. godine 'Divlje jagode nastupale su na brojnim koncertima, a neki od njih su bili koncert za stradale u Bosanskoj Krajini, rock festival i Bihaću (BROF) i u rujnu na beogradskom hipodromu, zajedno s Bijelim dugmetom ugošćuju sastav Iron Maiden, koji tada prvi puta dolazio na prostore bivše Jugoslavije.
Nakon odsvirane turneje i nekoliko koncerata 1982. godine počinju raditi na materijalu za novi album, međutim sastav je napustio dotadašnji prvi vokal Ante Toni Janković i posvetio se samostalnoj karijeri. Prije nego što je otišao Janković je napisao skladbu "Ne želiš kraj", koja će kasnije postati jedna od najvećih njihovih balada. Kritičari su različito tumačili ovu skladbu, neki su je opisivali kao ljubavnu baladu, dok su drugi govorili kako najavljuje rastanak dva prijatelja (Lipovača & Janković). Nakon odlaska Jankovića, ulogu prvog vokala preuzima tadašnji basista Alen Islamović. Trojac Lipovača, Islamović i Nasko Budimlić zajedno s producentom Theom Werdinom, odlaze u Njemačku u grad Bad Homburg gdje u studiju 'Music Park Studios' pripremaju i snimaju svoj sljedeći album. Album Motori, objavljuje diskografska kuća 'Diskoton' 1983. godine, i prava je prekretnica u njihovoj glazbenoj karijeri. Uz naslovnu skladbu koja je postala velika uspješnica i sluša se i danas, tu su još, ljubavna balada "Šejla" (koju je Islamović napisao za svoju bivšu djevojku), "Ne želiš kraj", Nasmiješi se", "Zagrizi rock and roll" i druge skladbe koje odlično prolaze kod publike i 'Divljim jagodama' donose veliki broj obožavatelja. Početna naklada albuma bila je 50.000, međutim vrlo brzo dostiže brojku od 400.000 prodanih primjeraka i dobiva etiketu 'Najbolji album godine'. U to vrijeme 'Jagode' glase kao najbolji sastav na tadašnjem prostoru. Na turneji im se bio nakratko pridružio i Janković. Dobivaju brojne nagrade i pojavljuju se u popularnim glazbenim časopisima poput 'Džuboksa'.
Nakon što su završili veliku turneju, koja je svirana na prostorima bivše Jugoslavije, odlaze u studio i pripremaju materijal za novi album. Ponovno odlaze u Njemačku gdje u istom studiju 'Music Park Studios', snimaju sljedeći album Čarobnjaci. Album 2. studenog 1983. godine objavljuje diskografska kuća 'Diskoton', a produkciju i aranžmane radi Sead Lipovača. Tekstove za većinu skladbi napisao je Alen Islamović, dok ih je za skladbe "Nazovi me", "Đavolji grad" i "Metalni radnici" napisao Lipovača. Čarobnjaci nije zabilježio popularnost prethodnog albuma, a jedina skladba koja je dugo zadržala uspjeh bila je "Metalni radnici". Nakon što je album objavljen kasnije će dobiti poziv od menadžera kompanije 'Trans Atlantic Records' da dođu u London na probno snimanje.
Početkom 1984. godine odlaze na turneju, a polovicom njenog održavanja Islamović dobiva ponudu od Gorana Bregovića da pređe u 'Bijelo dugme'. Tada nastaju trzavice među članovima 'Divljih jagoda' ali smiruje ih Islamović koji je odbio ponudu i ostao u sastavu. On nije bio siguran u Bregovićevu ponudu isto koliko i u Bebekov odlazak, a 'Divlje jagode' dobile su predugovor za snimanje albuma na engleskom jeziku u Londonu. Krajem godine u sastav dolazi novi basista, Zlatan Čehić (bivši član sastava 'Top'), a prvi vokal preuzima Alen Islamović i u studenom počinju raditi na materijalu za novi album.

### Sredinom 1980-ih
Materijal miksaju u studiju RTV Sarajevo, tijekom mjeseca studenog i prosinca, a početkom 1985. godine po treći put putuju u Njemačku i snimaju albumu u studiju 'Music Park Studios' tijekom mjeseca veljače. Album Vatra izlazi u ožujku iste godine, a objavljuje ga diskografska kuća 'Diskoton'. Glazbu i aranžman potpisuje Sead Lipovača, dok tekstove pišu Alen Islamović i Slobodan Đurasović. Na B-strani nalazi se skladba "Touch Me Little Girl", koja je otpjevana na engleskom jeziku, a specijalno za ovaj album napisao ju je Theo Werdin. Album solidno prolazi kod publike ali ne bilježi veći komercijalni uspjeh. Dvije hit skladbe, "Ciganka" i "Let na drugi svijet", kasnije se redovno izvode tijekom turneja i koncerata. Nakon odsvirane turneje i promocije albuma Vatra, krajem godine odlaze u London na probno snimanje albuma. Po povratku iz Londona sviraju na nekoliko većih koncerata poput onoga u 'OTV' domu u Zagrebu. Na koncertu je bio i Xavier Rusell, novinara heavy metal časopisa 'Kerrang!' (sin filmskog redatelja Kena Rusella), a o koncertu je napisao, "Divlje jagode su glazbeno još uvijek u sedamdesetim godinama. Utjecaj sastava Y&T, Black Sabbath i Saxon su očigledni, dok se kroz skladbe tu i tamo provlači po koji Judas Priest rif na gitari. Njihove stare balade naišle su na najpovoljniju reakciju, što svjedoči da publika voli pjevati sa svojim sastavima...". Nakon koncerta održanog u 'OTV'-om domu, Lipovači i ostalim članovima ostvario se dugogodišnji san i potpisuju ugovor s Guefom Hunningtonom, koji je vlasnik diskografske kompanije 'Logo Records'. Hunnington je bio vrlo jaka i poznata osoba, koji je između ostalog lansirao popularni sastav 'Eurythmics' i do tada nitko na tim prostorima nije imao takav ugovor.
Početkom 1986. godine odlaze u London kako bi počeli snimati novi album na engleskom jeziku. U studiju snimaju osam svojih starih skladbi i dvije nove "Wild Boys" i "Fire on the water". Producent na materijalu je Keith Woolvin, tekstove je pisao Aleksandar Mezek, dok je kao gost na klavijaturama svirao Don Airey. Na englesko tržište izbacuju singl "Shayla" i 19. veljače 1986. godine sviraju nastupaju u klubu 'Marquee', nakon čega kreće serija koncerata po engleskim klubovima. Izlazak albuma je kasnio, a Islamović, nezadovoljan zaradom od turneje i problemima oko izlaska albuma, odlazi iz Londona i vraća se u Sarajevo. Ubrzo potom je ponovno dobio poziv od Gorana Bregovića da prijeđe u Bijelo dugme, što je Islamović i prihvatio. Iste je godine Nasko Budimlić otišao u privremenu mirovinu. Problemi također nastaju kada jedan lokalni sastav krade i svira njihove skladbe koje Lipovača u to vrijeme nije zaštitio autorskim pravima. Lipovača ostaje sam u Londonu i dobiva ponudu da svira s britanskim glazbenicima, što on odbija i na kraju se vraća u Sarajevo. Po povratku saznaje da je Islamović prihvatio drugu ponudu i prešao u sastav 'Bijelo dugme'. 'Diskoton' krajem godine objavljuje kompilacijski album pod nazivom Najbolje, dok Lipovača završava godinu bez sastava.
Početkom 1987. godine, Lipovača radi na okupljanju sastava, a podršku u tome ima od Zlatana Čehića. Čehić mu predlaže da nađu novog pjevača, dok se u ožujku u sastav vraća Samir Šestan. U svibnju napokon izlazi albuma Wild Strawberries, koji je sniman u studiju 'Easy Hire' u Londonu, a objavila ga je diskografska kuća 'Logo Records'. Album izlazi i u Švedskoj, Njemačkoj i Nizozemskoj, bez većeg uspjeha. U ljeto 1987. godine u 'Jagode' dolazi na mjesto vokala Mladen "Tifa" Vojičić (rođen u Sarajevu 17. listopada 1960. godine), novi bubnjar sastava je Edin Šehović, dok klavijature preuzima Vladimir Vlado Podany. Krajem godine odlaze u studio i počinju raditi na materijalu za sedmi studijski album 'Divljih jagoda'. Produkciju će raditi producent iz Londona Peter Hinton, koji je radio sa sastavom 'Saxon'.
Novi album Konji, izlazi početkom 1988. godine, a najavio ga je singl "Turski marš". Na materijalu se nalazi obnovljena inačica skladbe "Divlje jagode", i instrumental "Turski marš", dok je najveći hit na albumu pjesma "Zauvijek tvoj", koja se sluša i danas. Na popisu se nalazi i skladba "London" koja je posvećena gradu i vremenu kada su boravili u njemu. Niti ovaj postav 'Divljih jagoda' nije potrajao dugo. Krajem proljeća kreću na promotivnu turneju ali je ne završavaju, pošto u ljeto Tifa, Podany i Šehović odlaze iz sastava. Lipovača i Čehić ostaju sami i pozivaju bubnjara Dragana "Điđija" Jankelića (koji je ranije svirao u Bijelom dugmetu). Čehić preuzima vokale, a u Sarajevu na koncertu pridružuje im se Toni Janković, koji pjeva njihove stare hitove i dobiva velike ovacije publike. Tijekom 1989. godine, 'Divlje jagode' sviraju po koncertima, a krajem godine Lipovača u sastav zove mladog splitskog pjevača Zlatana "Gibbonnija" Stipišića (član bivše skupine 'Osmi putnik'). Gibonni preuzima ulogu glavnog vokala, te je taj postav snimio demosnimke koje su pomogle Zeletu da potpiše ugovor sa SAD-om, no taj projekt nikada nije ostvaren. Gibonni mijenja mišljenje i vraća se u Split, gdje se posvećuje svojoj solo karijeri. Nakon toga Divlje jagode prestaju s radom.

### 1990-e
Početkom Domovinskog rata u Hrvatskoj, Lipovača dolazi u Zagreb i snima humanitarne koncerte. 1992. godine počinje rat u Bosni i Hercegovini, a Lipovača ne zna ništa o svojoj obitelji u Bihaću. Nalazi se u teškom psihičkom stanju i jedno vrijeme se ne bavi glazbom. 1993. godine, 'Jagode u sastavu Lipovača, Čehić i Budimilić, odlaze u Njemačku i sviraju razne humanitarne koncerte. Album Magic love, koji je snimljen 1991., a objavila ga je 1993. diskografska kuća Croatia Records i zbog raznih razloga potpisuje ga Sead Lipovača, a ne 'Divlje jagode' (iako se nalazi u diskografiji 'Divljih jagoda'). Izvođači na materijalu su Lipovača (prva gitara), Nasko Budimlić (bubnjevi), Zlatan Čehić (bas-gitara) i Žanil Tataj (vokali). Nikša Bratoš je producent snimanja i u studiju odrađuje klavijature i prateće glasove. Skladbu "She's gone", pjeva Emir Čerić, a "Cant stop" pjeva tada malo poznata Tina Rupčić. Glazbu je radio Lipovača, dok tekstove potpisuju Tataj i Gibonni. Nakon toga sastav je napustio Žanil Tataj.
Njihov sljedeći studijski album Labude kad rata ne bude, izlazi početkom 1994. godine. Vokal na albumu je bio Zlatan Čehić. Materijal je 1993. godine pripreman i sniman u Njemačkom gradu Gelsenkirchenu, a objavljuje ga diskografska kuća 'Croatiaton' iz Zagreba. Produkciju rade Lipovača i Denyken, dok većinu tekstova potpisuju Fikret Kurtović i Fahrudin Pecikoza. nakon objavljivanja 'Jagode sviraju po Njemačkoj i Hrvatskoj, a nakon toga, Lipovača pomaže Anti Jankoviću na njegovom solo albumu. 1995. godine nakon serije koncerata po Europskim gradovima iz sastava odlazi dugogodišnji član Zlatan Čehić, kako bi snimio svoj solo album, a umjesto njega u 'Divlje jagode' dolazi novi basist Sanjin Karić. Sastav nastavlja svirati po europskim gradovima i priprema materijal za novi album.

### Sredinom 1990-ih
Novi album 'Divljih jagoda' Sto vjekova, izlazi sredinom 1996. godine. Album je snimljen u Stuttgartu, Njemačka, u studiju 'Boston', a objavljuje ga izdavačka kuća 'Nimfasound' iz Njemačke. Materijal se sastoji od deset skladbi, od kojih je četiri otpjevao Žanil Tataj, četiri Emir Čerić, a skladbu "Lejla" otpjevali su zajedno. "Bihać 95", bila je instrumentalna skladba i radni naziv joj je bio "On the way". Skladbu na engleskom jeziku "On the road again" napisao je hrvatski glazbenik Zlatan Stipišić - Gibonni, dok naslovnu skladbu potpisuje Sanja Grgić. Produkciju rade Lipovača i Denyken, a klavijature sviraju Toni Lasin i Dario Grgić.
Nakon objavljivanja albuma iz sastava odlazi basista Sanjin Karić, a na njegovo mjesto dolazi Dejan Oresković iz Slavonski Broda i novi bubnjar iz Zagreba Thomas Balaž, koji povremeno mijenja Naska Budimlića. Poslije serije koncerta koja se održava u Sloveniji, Hrvatskoj i Bosni i Hercegovini, 'Divlje jagode' jedno vrijeme odlaze na odmor. Do kraja devedesetih 'Jagode' sviraju po raznim koncertima u Europi, a 1999. godine sastav napustio je Žanil Tataj.

### 2000-te
Godine 2002. 'Divlje jagode' se po prvi puta u javnosti pojavljuju s novim pjevačem Perom Galićem (bivšim članom županjskog sastava 'Opća opasnost'), a zajedno s njim su još 2000. godine počeli raditi na materijalu za novi album. Nakon pauze od sedam godina 'Jagode' 2003. godine objavljuju novi album Od neba do neba. Albumu je sniman od zime 2000. do zime 2003. godine, u studijima 'Z' Zagreb, 'Matulj' Novo Mesto, 'Promaster' Zagreb, 'Šišmiš' Velika Gorica, 'Matrix' München, 'Vrbnico' Vrbnik, a objavljuje ga diskografska kuća 'Croatia Records'. Na albumu se nalazi jedanaest skladbi od kojih se najviše izdvaja pjesma "Marija", koja je postala veliki hit, a kao gost na materijalu pojavljuje se Anto Janković, koji pjeva pjesmu "Ne krivi me". 2004. godine 'Croatia Records' objavljuje kompilaciju na dvostrukom CD-u pod nazivom The very best of. Na prvom CD-u nalaze se njihovi najveći hitovi s bonusom od tri skladbe koje su snimljene na njihovom prvom engleskom albumu, a na drugom nalaze se balade s novom verzijom skladbe "Krivo je more". Sastav odlazi u Sjedinjene Države i Kanadu, gdje održavaju brojne koncerte, nakon čega se vraćaju kući gdje održavaju koncerte po većim gradovima bivše Jugoslavije. 2005. godine nanovo odlaze u Ameriku ali bez pjevača Pere Galića, koji je otišao iz sastava, a na njegovo mjesto je došao stari član Anto Janković. U Chicagu se sastaju s hrvatskim rock sastavom Parni valjak i zajedno održavaju koncert. Nakon toga vraćaju se kući i u sastav se ponovo vraća basista Sanjin Karić. Odlaze na turneju po Australiji, a nakon toga održavaju nekoliko koncerata po Švicarskoj.
Pero Galić i Zlatan Čehić se 2006. godine ponovo vraćaju u sastav. U travnju objavljuju singl "Piramida", kojeg zajedno pjevaju Čehić i Galić, a napisao ju je Lipovača povodom otkrivanja bosanskih piramida u Visokom. U jesen iste godine izlazi box set sa svim objavljenim albumima da sada, s bonus dodatcima koji se sastoje od albuma Magic love i singla "Piramida".
Godine 2007. izlazi video uradak za singl "Piramida", a članovi 'Divljih jagoda' najavljuju materijal za novi album. Dne 10. srpnja 'Divlje jagode' u Osijeku sviraju zajedno sa sastavom 'Opća opasnost', prije nastupa britanskog hard rock sastava Whitesnake.
Pero Galić napustio je sastav 2008., a pjevač je ponovo Toni Janković.
Iduće godine pjevač Jagoda postao je Marko Osmanović, frontmen daruvarskog hard-rock sastava Cota G4, te zajedno s njime imaju koncerte po Hrvatskoj. U ljeto 2011. najavili su izlazak novog albuma, koji se još nije pojavio. Krajem iste godine objavili su pjesmu "Ne, nisam ja". Godine 2013. sastav napušta Marko Osmanović, a na njegovo mjesto dolazi Livio Berak. S njim u sastavu Divlje jagode su objavile singl "Samo da znaš", za koji su snimili i spot. Iste godine Jagode objavljuju i album pod nazivom Biodinamička ljubav. Na albumu gostuju Ivana Peters i Žanil Tataj.

## Članovi sastava

### Vokali
- Anto Janković "Toni" – (1977. – 1982.), (2005.), (2007. – 2009.), (2010.), (2011.), (2012.), (2018. -)
- Alen Islamović – vokali, bas-gitara (1980. – 1986.)
- Zlatan Ćehić "Ćeha" – bas-gitara, vokali (1984. – 1995.), (2006. – 2012.)
- Mladen Vojičić "Tifa" – vokal (1987. – 1988.), (1994.), (1995.), (2005.)
- Zlatan Stipišić  "Gibonni" - vokali (1989. – 1990.) Nikada nije uživo nastupio s grupom, osim (1992.) kao gost na koncertu
- Žanil Tataj "Žak" – (1991. – 1992.), (1994. – 2002.), (2007. – 2008. uživo)
- Tina Rupčić - (kao gošća na albumu "Magic Love" iz 1993. godine) - vokali
- Emir Cerić "Cera" – vokali (1996.) Kao gost na albumu "Sto Vjekova"
- Pero Galić "Gale" – (2002. – 2007.)
- Marko Osmanović - (2008. – 2013.)
- Livio Berak - (2013.-)

### Gitaristi
- Sead Lipovača "Zele" – gitara (1977.-)
- Saša Čabrić – bas-gitara (1977.)
- Dejan Orešković "Klo" – bas-gitara (1997. – 2004.), (2006.), (2009.), (2012.)
- Nihad Jusufhodžić – bas-gitara (1977. – 1979.)
- Alen Islamović - bas-gitara  (1980. – 1984.)
- Sanin Karić – bas-gitara (1995. – 1997.), (2005. – 2005.)
- Zlatan Čehić - bas-gitara (1984. – 1995.), (2006. – 2012.)
- Andraš Išpan - bas-gitara (2012. – 2015.),(2016.),(2021. – )
- Damjan Mileković - bas-gitara (2015.)(2017. – 2021.)

### Klavijature
- Mustafa Ismailovski "Muc" – klavijature (1979.)
- Vlado Podany – klavijature (1988.), (2007.), (2008.), (2009.)
- Toni Lasan – klavijature (1997. – 1997.)
- Mladen Krajnik – klavijature (1977.)
- Samir Šestan – klavijature (1985.),-(1987.)
- Damjan Deurić – klavijature (2010.-)

### Bubnjevi
- Adrian Borić - bubnjevi (2015. – 2018.)
- Nasko Budimlić – bubnjevi (1980. – 1986., 1989. – 1997., 1998. – 2002., 2011. – 2015.)
- Thomas Balaž – bubnjevi (1992.), (1997. – 2011.)
- Adonis Dokuzović – bubnjevi (1977. – 1979.), (2007.), (2010.), (2011.)
- Velibor Čolović Šeki - bubnjevi (1987.)
- Edin Šehović "Šeha" – bubnjevi (1987. – 1988.)
- Dragan Jankelić – bubnjevi (1988. – 1989.)
- Emil Kranjčić - bubnjevi (2018. – )

## Diskografija

### Studijski albumi
- Divlje jagode (1978.)
- Stakleni hotel (1981.)
- Motori (1982.)
- Čarobnjaci (1983.)
- Vatra (1985.)
- Wild Strawberries (1987.) - kao Wild Strawberries
- Konji (1988.)
- Labude, kad rata ne bude (1994.)
- Sto vjekova (1997.)
- Od neba do neba (2003.)
- Biodinamička ljubav (2013.)
- Jukebox (2020.)
- Prati moje stare tragove (2024.)

### Kompilacije
- Najbolje (1986.)
- Sarajevo, ti i ja (1993.)
- Antologija 1 (1995.)
- Antologija 2 (1995.)
- The Very Best Of: Let na drugi svijet (2004.)
- Ultimate Colection (2008.)
- The Love Collection: Najljepše ljubavne pjesme (2011.)
- Greatest Hits (2015.)
- Greatest Hits Collection (2017.)
- Original Album Collection (2018.)

### Singlovi
- "Jedina moja" / "Rock 'n' Roll" (1977.)
- "Moj dilbere" / "Prijatelj" (1978.)
- "Patkica" / "Kad bi vi, gospođo" (1978.)
- "Nemam ništa protiv" / "Bit će bolje" (1979.)
- "Shayla" (1986) - pilot singl emitiran na radiju BBC
- "Turski Marš" / "Konji" (1988.)
- "Dobro došla ljubavi" / "Marija" (2003.)
- "Marija" (2003) Multimedijalni promo singl
- "Krivo je more - nova verzija i spot" (2004.)
- "Piramida" (2006)
- "Zvijezda Sjevera-nova verzija i spot" (2007.)
- "Ne, Nisam ja!" (2011.)
- "Samo da znaš" (2013.)
- "Znamo da je kraj" (2018.)
- "Zauvijek Tvoj" - Feat. TIFA (2018.)
- "Zbog tebe draga" (2019.)
- "Sama si" Feat. Žanil Tataj Žak (2019.)

## Vanjske poveznice
- Službene stranice